# 虎丘紹隆
虎丘紹隆（くきゅう しょうりゅう）は、北宋時代の僧で臨済宗楊岐派に属する。その法系は虎丘派として知られる。

## 生涯
熙寧10年（1077年）、和州含山県で生まれる。俗姓不伝。仏慧院で出家し、長蘆の浄照崇信、宝峰の湛堂文準、黄龍の死心悟新の許に歴参した後、夾山の圜悟克勤の法を嗣ぐ。20年師に仕えたのちに帰郷し、和州の開聖禅院に出世し、宣州の彰教禅院、平江府虎丘山雲巌禅寺の住持となり、師の著作を纏めている。紹興6年5月8日（1136年6月9日）に示寂。法臘45。門弟により虎丘隆和尚語録が編まれた。法嗣に応庵曇華がおり、法孫の密庵咸傑の法系は大いに栄えた。